# Liste der Naturdenkmale in Oßling
Die Liste der Naturdenkmale in Oßling nennt die Naturdenkmale in Oßling im sächsischen Landkreis Bautzen.

## Definition
„Naturdenkmäler sind rechtsverbindlich festgesetzte Einzelschöpfungen der Natur oder entsprechende Flächen bis zu fünf Hektar, deren besonderer Schutz erforderlich ist
1. aus wissenschaftlichen, naturgeschichtlichen oder landeskundlichen Gründen oder
2. wegen ihrer Seltenheit, Eigenart oder Schönheit.“

## Liste
Link zu einem Kartenansichtstool, um Koordinaten zu setzen.
| Bild | Bezeichnung        | Lage                                     | Beschreibung | Datum | Nummer |
| ---- | ------------------ | ---------------------------------------- | ------------ | ----- | ------ |
| BW   | Otterschütz        | Lieske (51° 22′ 22,5″ N, 14° 6′ 0,1″ O)  |              |       | KM004  |
| BW   | Langer Jesor       | Lieske (51° 22′ 11,2″ N, 14° 7′ 17″ O)   |              |       | KM005  |
| BW   | Schwarzer Jesor    | Lieske (51° 22′ 14,5″ N, 14° 7′ 38,3″ O) |              |       | KM006  |
| BW   | Heidemoor          | Lieske (51° 22′ 10,7″ N, 14° 7′ 52,1″ O) |              |       | KM007  |
| BW   | Mühle Scheckthal   | Oßling (51° 22′ 15,9″ N, 14° 9′ 21,6″ O) |              |       | KM008  |
| BW   | Alter Teich        | Weißig (51° 20′ 52,6″ N, 14° 6′ 26,1″ O) |              |       | KM021  |
| BW   | Das Paradies       | Weißig (51° 20′ 28,3″ N, 14° 6′ 24,4″ O) |              |       | KM022  |
| BW   | Dupzer Busch       | Oßling (51° 20′ 38,3″ N, 14° 9′ 11,5″ O) |              |       | KM023  |
| BW   | Kleiner Forstteich | Oßling (51° 20′ 19,9″ N, 14° 9′ 24,8″ O) |              |       | KM028  |
| BW   | Altelsterlauf      | Oßling (51° 20′ 15″ N, 14° 10′ 27,8″ O)  |              |       | KM029  |
| BW   | Weißiger Großteich | Weißig (51° 20′ 6,5″ N, 14° 6′ 47,9″ O)  |              |       | KM032  |
| BW   | Baseln             | Weißig (51° 19′ 52,2″ N, 14° 6′ 57,7″ O) |              |       | KM036  |
| BW   | Stieleiche         | Lieske (51° 21′ 40,3″ N, 14° 7′ 31,6″ O) |              |       | 102    |